# 屄

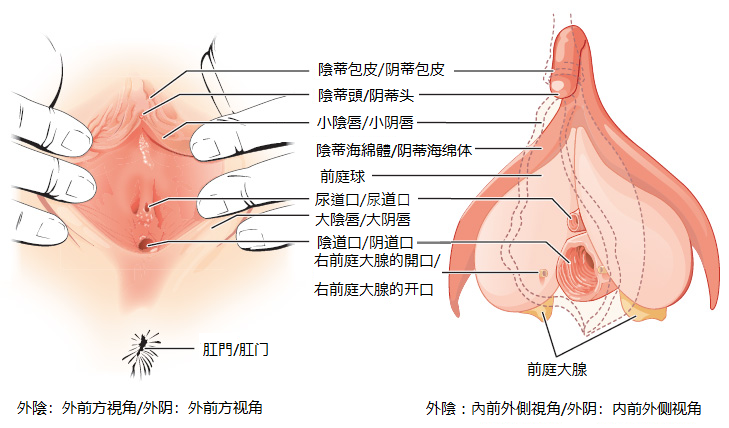
女性生殖器官示意图

屄（音：bī／ㄅㄧ；臺語：tsi-bai，閩南語白話字: chi-pai／膣毴／膣屄；客家語：biet5／bet5；粵音：hai1／bei1），有时亦作毴或𣭈、閪，是汉语中对女性外生殖器陰裂陰門（或謂“維納斯裂縫”、“小穴”）俗稱的正寫字。训诂学上的解字即「尸下有穴」，由兩個表意部件「尸」和「穴」組成的會意字。
衍生字逼、批在现代标准汉语中普遍被用作“屄”在书面和电脑输入时的替代字，这主要源于早期的GB 2312中文字库收录的生僻字数有限和中国大陆网络上对敏感字的审查限制。相似的衍生写法还有拉丁字母B。
「屄」与“屌”相对，在汉语通俗俚语中常被用為猥褻性髒話，意指女性生殖器官。
「屄」一词在元明清时已经出现。市井民眾口語多借用指女性，但在文人雅士聽起來卻覺得是對女性的嚴重侮辱和冒犯。在當代中國社會，一般認為這個字屬於髒話，常用来骂人。正式的公眾媒體都不會採用此字。正式出版物中必须出现时常以隐讳号代替。在臺語白話字中，膣屄亦有形容人愛找人麻煩、得寸進尺的意思。

## 衍生詞

### “牛逼”詞源
常常听到或看到的“牛逼”一词，其來源是否與「屄」有關未有定論。
- 一說來自「吹牛皮」。歷史學家和民俗學家顧頡剛在其作所收中《吹牛、拍馬》一文提到「吹牛皮」來自西北方言。[4][5]當地大河多又湍急，所以過去船運不發達，但畜牧業發達，所以用輕而牢固又充足旳的牛羊皮製成袋子再拼接成皮筏。[4][5]小皮筏以四五個羊皮袋組成，大皮筏由數十到數百牛皮袋組成。[4]牛皮袋需要旳氣量大，不能用人吹，是用鐵筒連上羊皮袋為牛皮袋充氣。[4]因為人口不能吹牛皮袋，所以引申將誇大事實稱作「吹牛皮」或省作「吹牛」。又或說是嘗試吹牛皮的時候會面紅耳赤像爭强好勝旳樣子，所以形容說大話。[5]該口語通過交流傳播到了東南地區[4]乃至當今中國各地。近年來又被誤傳作「吹牛逼」省作「牛逼」。
- 另一種説法是本字為“牛屄”，意思是很厉害，很强，只是形成书面文字时“屄”字实在不雅，所以改为“牛逼”。“牛屄”表厉害，大概来源于“吹牛皮”的讹转，或生活中有意识的转换。“吹牛皮”是北方人民的俗语，表示一种夸大的不真实的厉害，在生活化的对话中往往被转音至“吹牛屄”，使得在对人或对事的评价过程中讽刺意味更加强烈。“吹牛屄”的使用虽然并不规范，但是这个词语本身却蕴含着“吹出来的牛屄”是“虚假的、夸大的厉害”，那么“牛屄”本身就是一种“厉害”、“强大”的代言词汇这样一层意义。在生活用语中，“牛屄”的使用最初是隐含强烈的贬义的，常用在讽刺性对话诸如：“你吹牛屄！”“你不吹牛屄，你就是牛屄！”此类的语境中。[來源請求]

不管怎樣，該詞随着更多插科打诨式的运用，“牛屄”一词贬义意义逐渐淡化，當今更多以“厉害”和“强大”的词意為主。

### 傻屄
髒話「屄」通常使用作為辱罵語言，含有嚴重侮辱的意思。

### 膣屄
「膣屄」一詞乃通行於台灣，中國福建及廣東等地區，本是女性陰部的總稱，現多作髒話之用。其中，「膣」是指女性的陰道，今日本及韓國仍用此字。

## 外部連結
- 性俚語詞源 （页面存档备份，存于）（英文）
- 屄：文化史 （页面存档备份，存于）（英文）
- 包括"cunt"的英語地名 （页面存档备份，存于）（英文）